# Hyocephalidae
Hyocephalidae (лат.) — небольшое семейство полужесткокрылых из подотряда клопов.

## Распространение
Оба представителя семейства эндемики Австралии.

## Классификация
Первоначально семейство было описано в 1906 году финским энтомологом Эрнстом Бергротом в ранге подсемейства из семейства краевики. В 1912 году другй финский энтомолог Одо Рейтер поднял статус этого таксона до уровня семейства. В семейство входят всего три вида из двух родов:
- род Hyocephalus
  - вид: Hyocephalus aprunus Bergroth, 1906 — распространён в западных и южных районах умеренного климата Австралии.
- род Maevius
  - вид Maevius indecorus Stål, 1874
  - вид Maevius luridus Brailovsky, 2002 — оба вида описаны в Квинсленде.